# 대한민국 럭비 국가대표팀
대한민국 럭비 국가대표팀은 국제 대회에서 대한민국을 대표해 나가는 팀들이다.

## 종목별 팀
- 럭비 유니온 - 대한민국 럭비 국가대표팀 (럭비 유니온)
- 7인제 럭비 - 대한민국 럭비 국가대표팀 (7인제 럭비)
- 럭비 리그 - 대한민국 럭비 국가대표팀 (럭비 리그)